# Лома Бонита, Инес Домингез (Хенерал Франсиско Р. Мургија)
Лома Бонита, Инес Домингез (шп. Loma Bonita, Inés Domínguez) насеље је у Мексику у савезној држави Закатекас у општини Хенерал Франсиско Р. Мургија. Насеље се налази на надморској висини од 2170 м.

## Становништво
Према подацима из 2010. године у насељу су живела 2 становника.

### Хронологија
| Година       | 2010 |
| ------------ | ---- |
| Становништво | 2    |

### Попис
| # | Индикатор                     | Вредност |
| - | ----------------------------- | -------- |
| 1 | Укупно домаћинстава           | 1        |
| 2 | Укупно насељених домаћинстава | 1        |
| 3 | Величина локације             | 1        |